# Cratichneumon nikkoensis
Cratichneumon nikkoensis är en stekelart som först beskrevs av Tohru Uchida 1927.  Cratichneumon nikkoensis ingår i släktet Cratichneumon och familjen brokparasitsteklar. Inga underarter finns listade i Catalogue of Life.